# Maria-picaça
Maria-picaça (nome científico: Poecilotriccus capitalis) é uma espécie de ave passeriforme da família dos tiranídeos. Foi anteriormente colocado no gênero Todirostrum.

## Habitat e distribuição
Pode ser encontrada na Colômbia, Equador, Peru, e Brasil.